# Cidaroida
Cidaroida Claus, 1880 è un ordine di Echinodermata, l'unico ordine della sottoclasse Cidaroidea.

## Tassonomia
L'ordine Cidaroida comprende le seguenti famiglie:
- Anisocidaridae Vadet, 1999 †
- Diplocidaridae Gregory, 1900 †
- Heterocidaridae Mortensen, 1934 †
- Miocidaridae Durham & Melville, 1957 †
- Polycidaridae Vadet, 1988 †
- Rhabdocidaridae Lambert, 1900 †
- Serpianotiaridae Hagdorn, 1995 †
- Triadocidaridae Smith, 1994 †

Superfamiglia Cidaridea Gray, 1825
- Cidaridae Gray, 1825
- Ctenocidaridae Mortensen, 1928
- Paurocidaridae Vadet, 1999 †

Superfamiglia Histocidaroidea Lambert, 1900
- Histocidaridae Lambert, 1900
- Psychocidaridae Ikeda, 1936

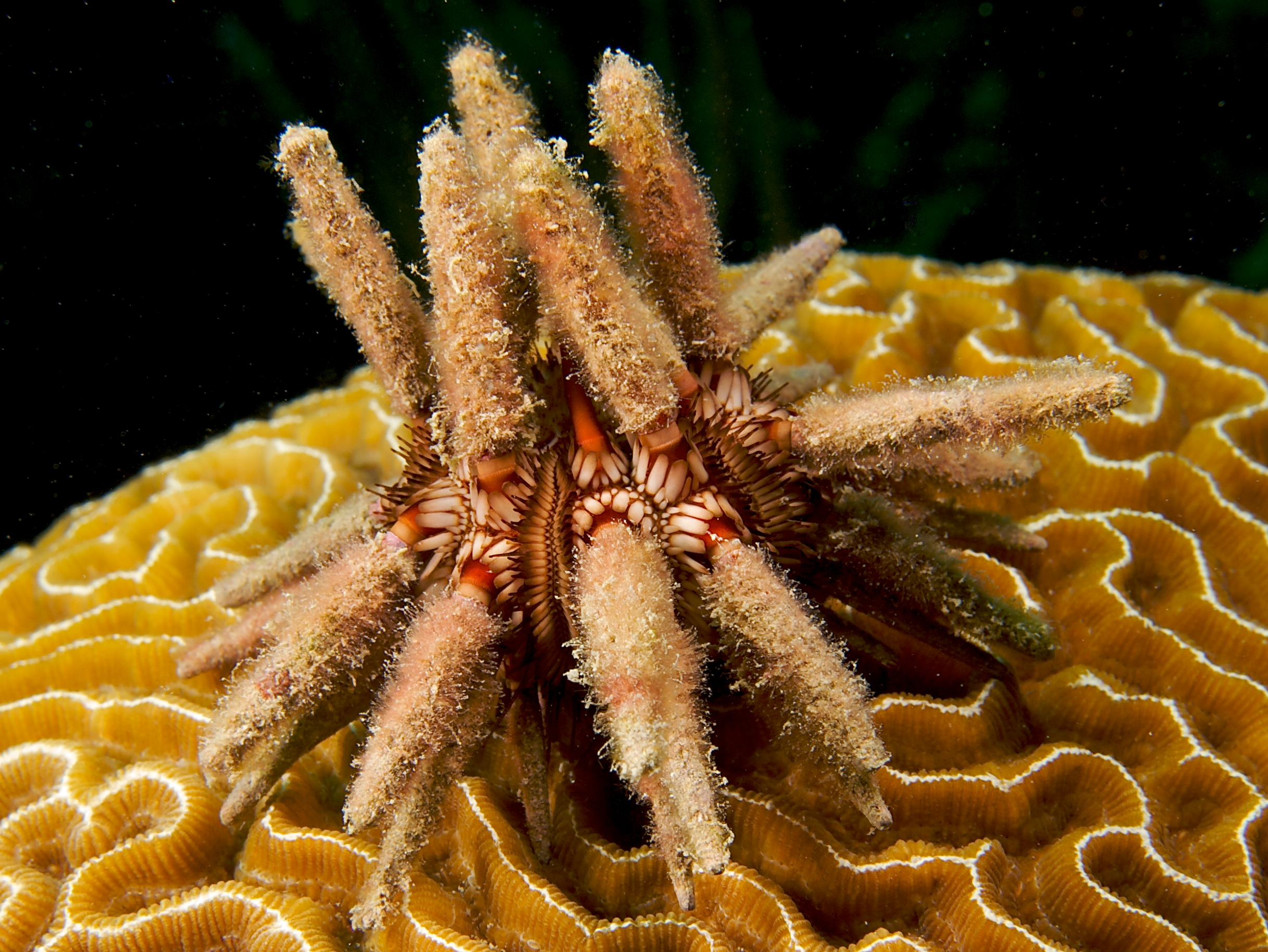
Eucidaris tribuloides.
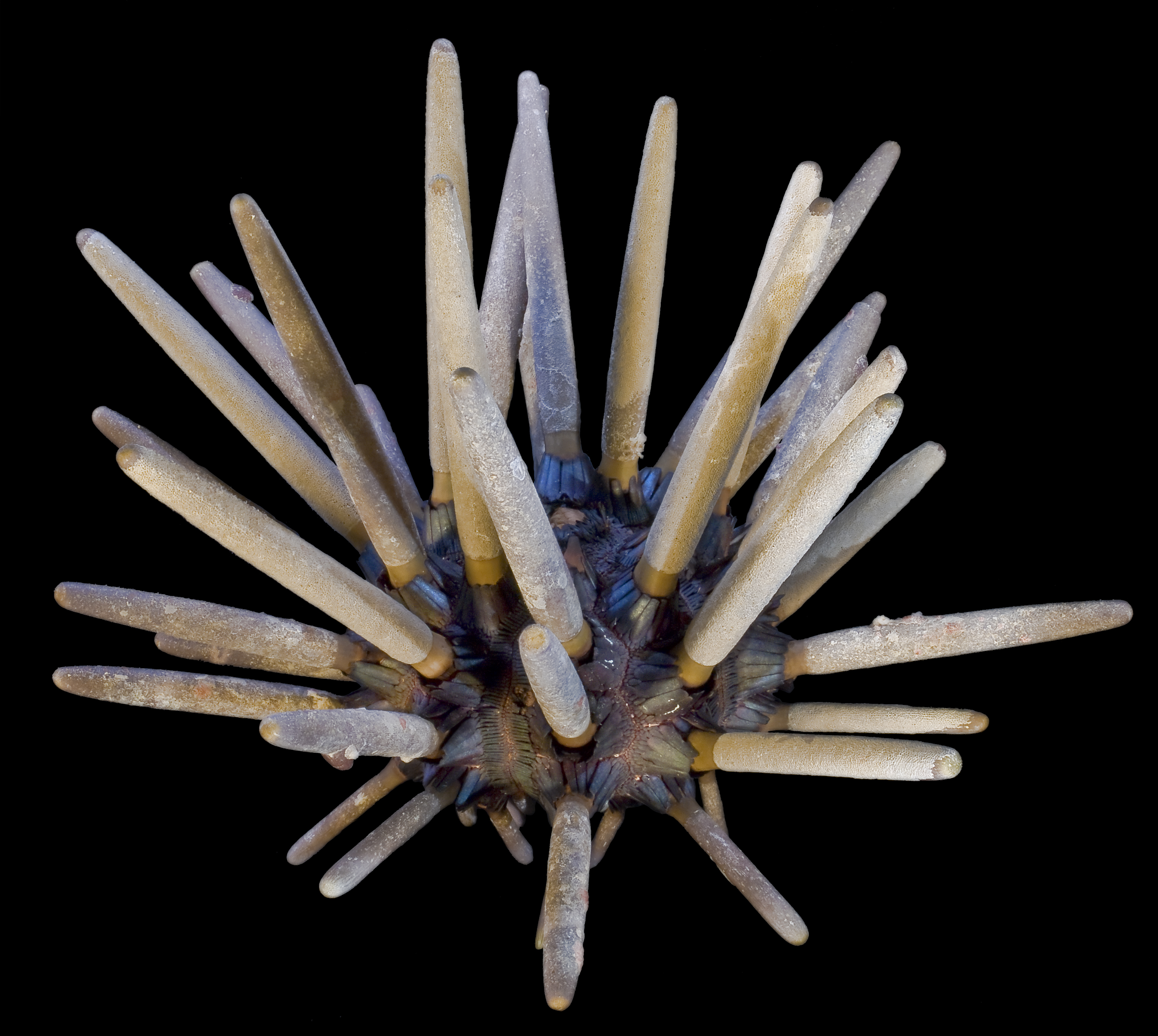
Phyllacanthus imperialis.
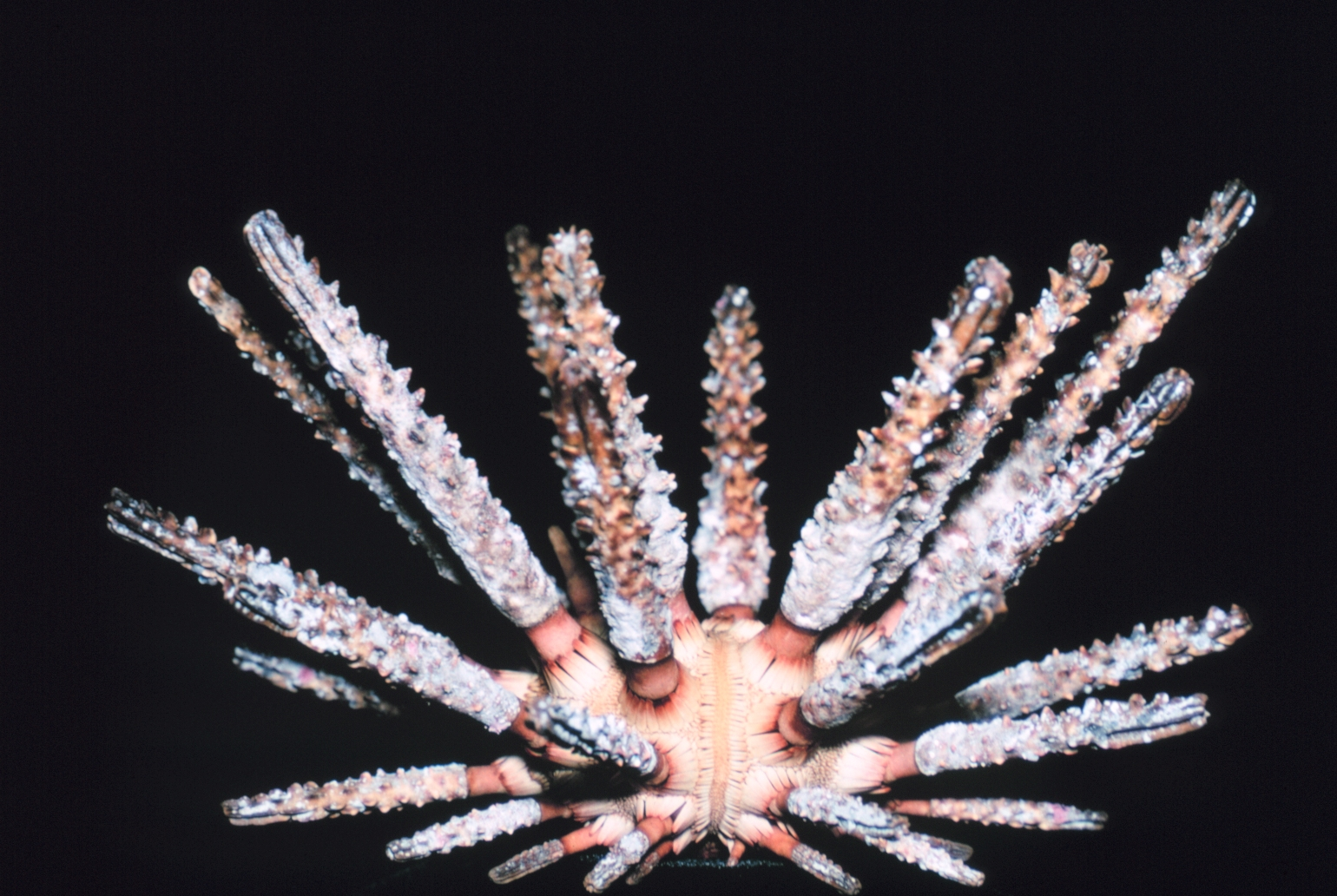
Prionocidaris hawaiiensis.
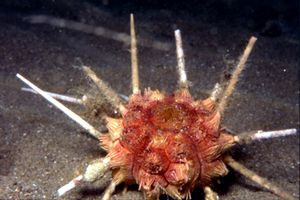
Stylocidaris affinis
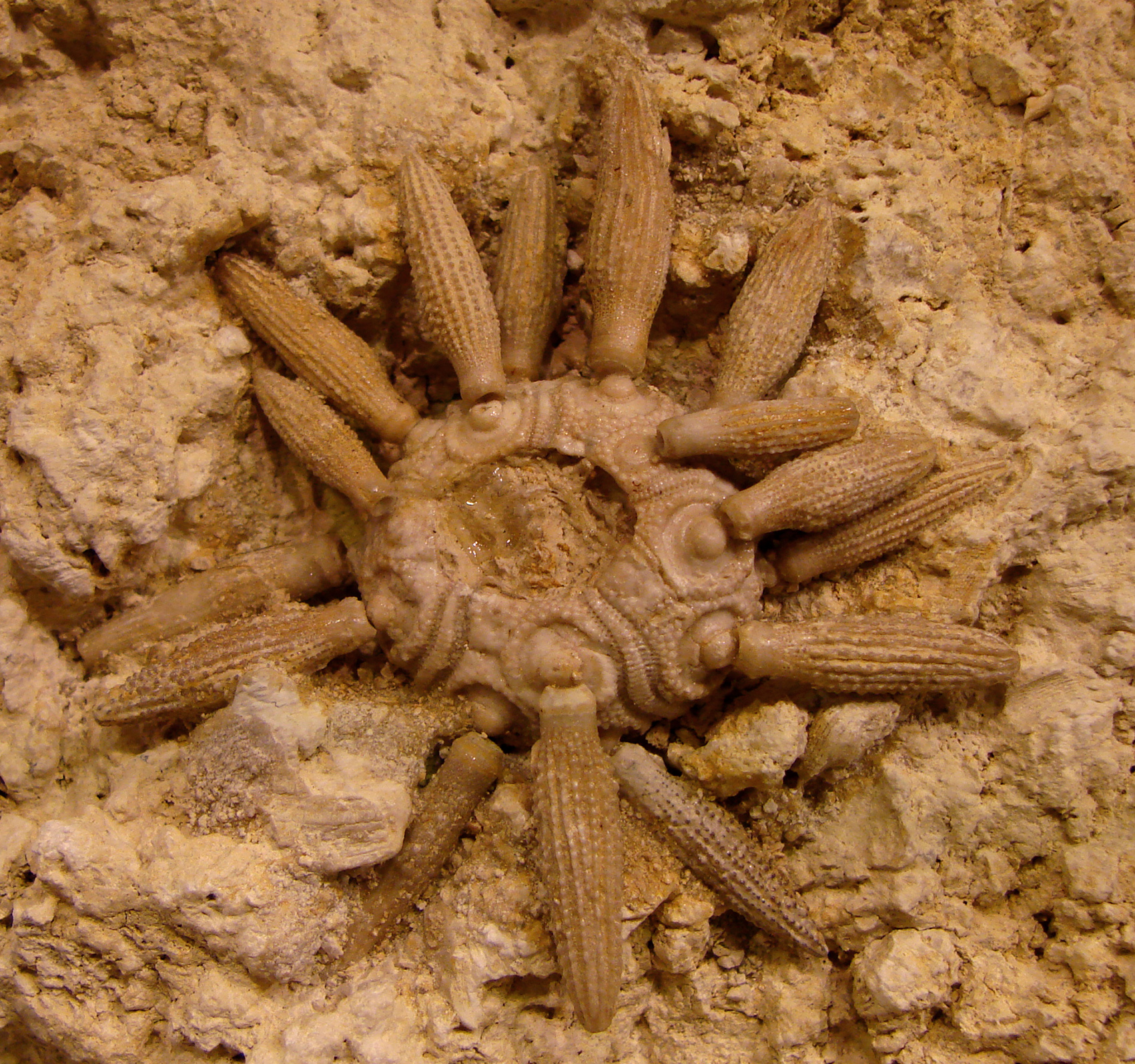
Balanocidaris marginata (specie fossile).